# Flughafen Broken Hill

i7
i11
i13
Der Flughafen Broken Hill (IATA-Code: BHQ, ICAO-Code: YBHI) ist der Flughafen der Stadt Broken Hill im australischen Bundesstaat New South Wales.

## Flugziele
- Adelaide, Dubbo, Sydney (durch Regional Express Airlines)